# 石川県立養護学校
石川県立養護学校（いしかわけんりつ ようごがっこう）は、石川県野々市市太平寺にかつてあった県立養護学校。肢体不自由児を教育対象とする。

## 学部
- 小学部
- 中学部
- 高等部

## 沿革
- 1958年（昭和33年） - 金沢市平和町に肢体不自由施設石川整肢学園開設
- 1965年（昭和40年） - 石川県立養護学校開設、石川整肢学園仮校舎で開校式
- 1966年（昭和41年） - 現在地に移転、石川整肢学園内に平和町分校設立
- 1967年（昭和42年） - 高等部設置
- 1974年（昭和49年） - 平和分校が本校より独立
- 2010年（平成22年）- 石川県立明和養護学校との統合に伴い廃止[1]
- 2017年（平成29年） - 跡地には学びの杜ののいち カレードがオープン。

## 所在地
- 石川県野々市市太平寺4-164
野々市市コミュニティバス“のっティ”西部ルート「太平寺東」停留所下車